# 鎌倉空襲
鎌倉空襲（かまくらくうしゅう）は、第二次世界大戦末期の1945年（昭和20年）にアメリカ軍とイギリス軍により行われた神奈川県鎌倉市に対する空襲である。鎌倉は地域一帯を焼き払う絨毯爆撃や艦砲射撃を受けることはなかったが、藤沢市や小田原市と同様に県内や他の都市に対する空襲の余波や艦載機やP-51 マスタングなどによる数度の攻撃を受けた。鎌倉市ホームページは戦禍を免れた理由について「貴重な歴史的遺産に富む鎌倉を米軍が空襲対象から除外したため」としているが、この仮説については疑問が唱えられている。なお、鎌倉はアメリカ軍が攻撃目標とした180都市のうちの124番目に指定されており、戦争が長期化した場合には爆撃を受ける可能性があった。

## 経緯

### 1月9日の空襲
1月9日13時30分ごろ、アメリカ軍のB-29爆撃機約60機が日本本土に来襲、約20機が静岡県の御前崎から関東地方、約40機が志摩半島から東海地方へ侵入し、各地に分散攻撃を行った。『日本列島空襲戦災誌』によれば神奈川県内での爆弾の投下はなく、日本軍の高射砲の破片や機関砲の流れ弾により死者1人、重軽傷者10人を出したと記している。同日、3機のB-29が鎌倉周辺に飛来し、鎌倉郡深沢村などに被害を与えたとも、作家の大佛次郎の日記によれば「半鐘と高射砲が鳴りだしたと思ったら木原君が今、単機（単発機）と四機（4発機）のが通ったと云う。単機の分は味方二機に挟まれ火を吐いたそうである。夜になって聞くと大船の富士飛行機の前の専用道路に高射砲弾らしいのが落ち一人死に、二人か三人が負傷したと云う。松竹の撮影所にも敵の機銃弾の薬莢が落ちたと云う。攻められた単機の分らしい」と記されているが、正確な被害状況は定かではない。

### 2月の空襲
2月12日、アメリカ側の記録によると1機のB-29が鎌倉市の市街地に3トン爆弾を投下したと記されている。アメリカ軍では本格的な空襲の前に対象地域の偵察を行っており、この機体も偵察機であった可能性があるが、日本側に被害の記録は残されていない。
2月16日から2月17日、アメリカ海軍第5艦隊第38任務部隊は硫黄島上陸作戦の牽制のため、16日早朝から数波にわたって艦載機を発艦させて関東地方の軍事施設を攻撃した。大佛の日記によれば鎌倉上空にも敵機が飛来し、16日には機銃掃射により十二所と観音前で山火事が発生、17日午前にも敵機が上空を飛来し高射砲音が轟いたと記されている。また、『鶴岡八幡宮年表』によれば16日の空襲の際、鶴岡八幡宮の敷地内に高射砲の弾片が数か所に落下し、作業所の屋根を貫通したと記されている。

### 5月の空襲
5月24日、1時30分頃から約2時間半にかけてB-29 約250機が京浜地区に侵入し東京都心部、神奈川県横浜市や川崎市に焼夷弾攻撃を敢行したが、5月23日夜（正確な時間は不明）に鎌倉の十二所地区の田園に焼夷弾が投下された。この焼夷弾は発火することはなかったが一帯が油まみれとなったため、その対処に追われたとの証言が残されている。

### 7月から8月の空襲
7月30日、アメリカ海軍第3艦隊第38任務部隊とイギリス海軍第37任務部隊から発艦した艦載機約700機は、駿河湾方面から日本本土に侵入し、関東地方および東海地方の軍事施設、交通網、船舶、市街地などを攻撃した。大佛の日記によれば関東各地に分散攻撃が行われ、鎌倉上空に敵機が飛来した際に高射砲音が鳴り響いたことが記され、『鶴岡八幡宮年表』によれば鶴岡八幡宮付近で機銃掃射が行われたものの、社頭に被害はなかったと記されている。
大佛の日記によれば、8月5日には鎌倉周辺、8月6日には関東北部、8月7日には相模湾方面にP-51 マスタングの小編隊が侵入したことが記録され、8月8日付けの日記の中で「過日、北鎌倉で電車が機銃掃射せられし時、保土ヶ谷トンネルを出たところで小型爆弾が落とされ十名かの死者あり」と記している。

### その他
このほか市の中心部で機銃掃射が行われたとする証言があり腰越では1人が死亡したとの証言があるが、正確な日時や状況は定かではない。
なお、神奈川県警察が編纂した『神奈川県警察史』によれば鎌倉周辺で数度の空襲被害があったことが記録されているが、この記録は鎌倉だけでなく他の地域を一括して統計的に処理したものであり、各都市ごとの正確な被害者数は定かではない。

## ウォーナー博士と鎌倉

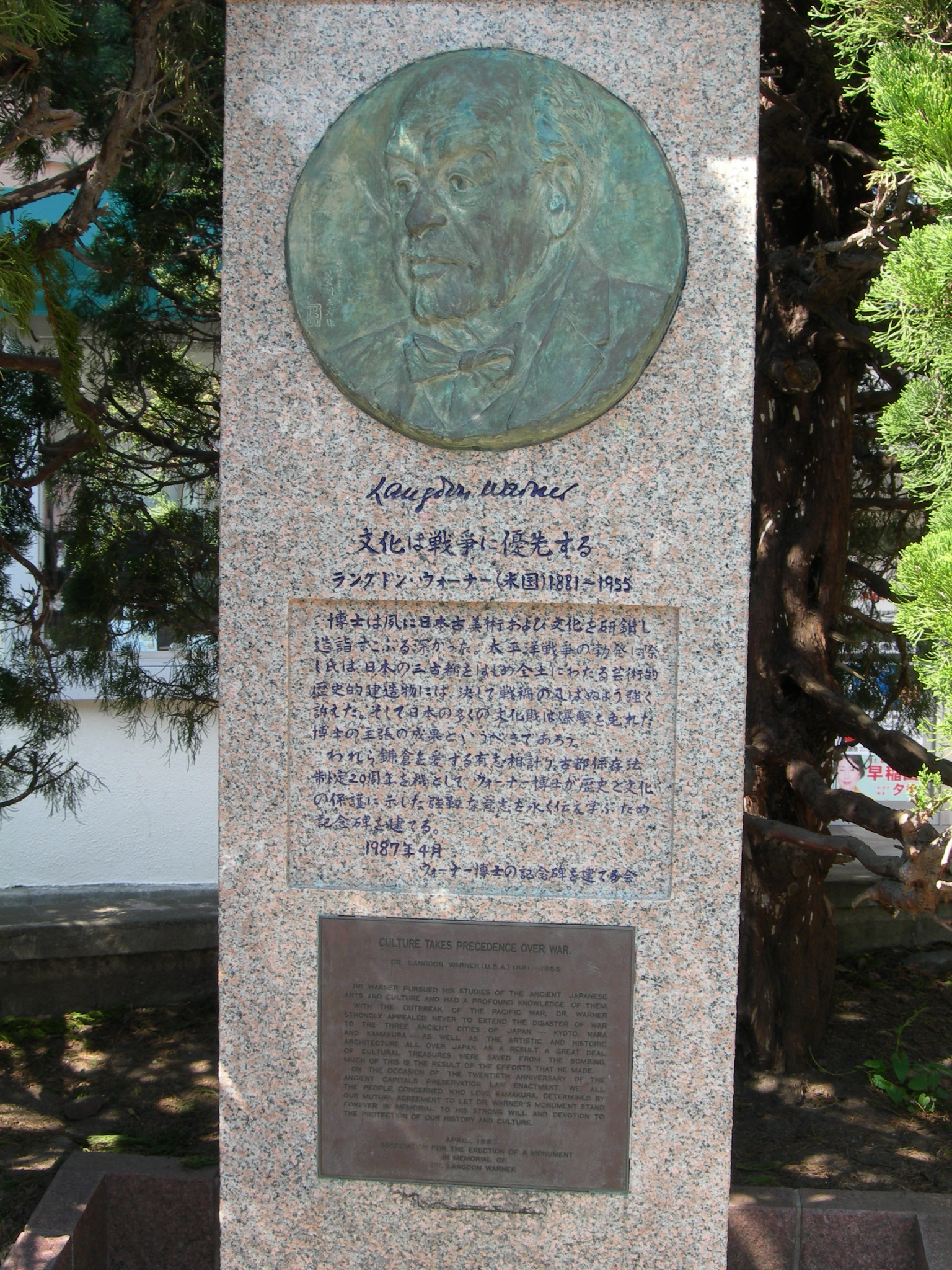
鎌倉駅の西口にあるウォーナー顕彰碑。彼がアメリカ政府を説得し、鎌倉などの爆撃阻止に貢献したとする説には疑問が呈されている。

鎌倉地域には鎌倉郡深沢村の横須賀海軍工廠深沢分工場や富士飛行機などの軍需工場があり、前者は魚雷、機雷、爆雷、操舵機、探信儀、機銃弾倉などの製造、後者は海軍機の製造に携わっていた。また、戦局の悪化に伴い本土決戦が差し迫ると連合国軍の相模湾上陸に備え近隣の山々には防御戦闘のための陣地が構築された。こうした軍需施設や軍事施設を有する鎌倉地域は本格的空襲を受けることがなかったが、その理由についてアメリカの美術史家・ラングドン・ウォーナーが政府を説得したことにより、京都市や奈良市などと共に空襲を免れたという説が真しやかに伝わっている。
この説は美術評論家の矢代幸雄が1945年11月20日付けの『朝日新聞』において公表したことを契機に広まったもので、鎌倉駅の西口にあるウォーナーの顕彰碑には「文化は戦争に優先する」というウォーナーの功績およびアメリカ軍の戦争政策を賞賛する文言が刻まれ、『鎌倉市史』には「戦争地域美術および記念物擁護委員のウォーナーが爆撃阻止リストに鎌倉を加えたことが大きく作用した」と記されている。
一方、同志社大学教授のオーティス・ケーリが1975年に「爆撃禁止命令は陸軍長官・ヘンリー・スティムソンの指示によるもの」とする調査結果を発表、専門家の吉田守男が2002年に出版した自著の中で「日本の文化施設・文化財を記した『ウォーナー・リスト』は、必ずしも戦災から守るために作成されたのではない」と様々な要点を示して否定するなど、矢代の公表した説には疑問が呈されている。なお、ウォーナーと交流のあった茨城大学五浦美術文化研究所元所長の稲村退三によれば彼自身は生前「文化財リストを作成したのは自分達だが、爆撃を中止させるほどの権限はなかった」と発言するなど関与を否定していた、としている。